# Йозеф Енгель
Йозеф Енгель (нім. Josef Engel; 29 січня 1816, Відень, Австрійська імперія — 3 квітня 1899, Відень, Австро-Угорщина) — австрійський анатом.

## Біографія
Йозеф Енгель народився 29 січня 1816 року в місті Відні. Вивчав медицину у Віденському університеті.
У 1844 році був призначений професором анатомії і фізіології в Цюрихському університеті; в 1849 році — професором патологічної анатомії в Празькому університеті і в 1854 році — професором патологічної та топографічної анатомії при медико-хірургічній академії у Віденському університеті.
Енгель значно сприяв встановленню суворо наукової медичної термінології, досліджував характерні властивості здорових і хворих тканин. Наукова діяльність вченого стосується всіх галузей нормальної і патологічної анатомії, історії розвитку окремих органів і т. д..
Йозеф Енгель помер 3 квітня 1899 року в місті Відні.

## Наукові праці
- «Anleitung zur Beurtheilung des Leichenbefundes» (Відень, 1846);

- «Das Knochengerüst des menschlichen Antlitzes» (Відень, 1850);

- «Das Wachsthums-Gesetz thierischer Zellen und Fasern etc» (Відень, 1851);

- «Untersuchungen über Schädelformen» (Прага, 1851); «Ueber die Gesetze der Knochenentwickelung» («Sitz.-ber. Ak. d. Wissenschaften. Wien», Відень, 1851);

- «Die Entwickelung röhriger und blasiger Gehilde im thierischen Organismus» (Відень, 1852);

- «Die ersten Entwickelungsvorgänge im Thierei und Fötus» (Відень, 1853);

- «Ueber die Entwickelung des Auges und des Gehörorganes» ("Sitz.-her. Ak. Wiss. Wien ", Відень, 1853);

- «Darstellung der ersten Entwickelung des Circulations-, Respirations- und Verdanungsapparats» (Відень, 1854);

- «Ueber Thierknospen und Zellen» (Відень, 1858);

- «Kompendium der topographischen Anatomie» (Відень, 1859);

- «Lehrbuch der pathologischen Anatomie» (Відень, 1865)

.